# ماركوس هاسلر
ماركوس هاسلر (بالألمانية: Markus Hasler)‏ هو متزحلق ليختنشتاني، ولد في 3 أكتوبر 1971 في إشن في ليختنشتاين.

## وصلات خارجية
- ماركوس هاسلر على موقع الاتحاد الدولي للتزلج (التزلج الريفي) (الإنجليزية)
- ماركوس هاسلر على موقع اللجنة الأولمبية الدولية (الإنجليزية)
- ماركوس هاسلر على موقع أوليمبيديا (الإنجليزية)